# تاریخ هنر (کتاب)
برای اطلاعات بیشتر به تاریخ هنر (ابهام‌زدایی) مراجعه فرمایید
تاریخ هنر (نام اصلی به انگلیسی The Story of Art است که توسط مترجم به این صورت ترجمه شده‌است)، نام کتابی است از ارنست هانس گامبریچ که به سیر تاریخی تکامل هنر (به‌طور خاص، هنرهای تجسمی) از انسان‌های نخستین تا سبک‌های مدرن می‌پردازد. این کتاب نخستین بار در سال ۱۹۵۰ منتشر شد. برگردان این کتاب به فارسی را علی رامین در سال ۱۳۷۹ انجام داده و «نشر نی» آن را منتشر کرده‌است.
نقدهای تحسین‌آمیز متعددی در مورد این کتاب وجود دارد. پیر روزنبرگ (Pierre Rosenberg) رئیس موزهٔ لوور گفته‌است که این کتاب از چنان شهرتی برخوردار است که می‌توان آن را با مونالیزای داوینچی مقایسه کرد.
آنتونی گورملی مجسمه‌ساز بریتانیایی دربارهٔ کتاب و کار گامبریچ گفته است «مهمترین هدیه او به ما قابل فهم کردن روند زنده هنر برای همه ما بوده است. او تجربه قانونمند مطالعه هنر را از یک تاریخ فرهنگی خشک، به نوعی ماجراجویی تبدیل می‌کند. تاریخ هنر گامبریچ این نظریه توفنده را بیان می‌کند که در واقع چیزی به نام هنر وجود ندارد و این تنها هنرمندان هستند که وجود دارند.»
شیوه نگارش همراه با دانش و شناخت جامعی که نویسنده از رخدادهای مهم هنری و نظم پیوستاری آنها دارد، باعث شده این کتاب به تاریخی ماندگار از هنر درآید. گامبریچ می‌گوید:
«هدف من این بوده‌است که در میان گنجینه‌ای از نام‌ها، سبک‌ها و دوره‌ها - که محتوای کتاب‌های بزرگ تاریخ هنر را تشکیل می‌دهند- نظمی فهم‌پذیر ایجاد کنم؛ و تاریخ هنر را همچون امواج پیوسته‌ای از سنت‌های دگرگون‌شونده روایت کنم که در آنها هر اثر ضمن پیوند با گذشته رو به‌سوی آینده دارد.»

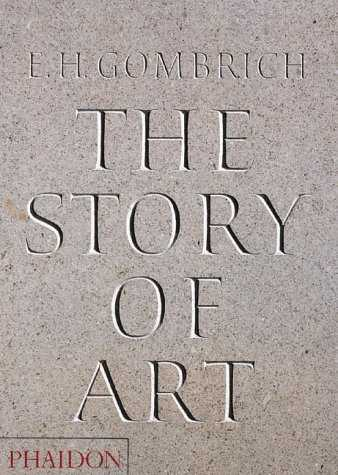
جلد نسخه انگلیسی کتاب تاریخ هنر

## فهرست مطالب
مقدمه (دربارهٔ هنر و هنرمندان)
- ۱-شگفتی‌های آغازین (آدمیان پیش از تاریخ و ابتدایی؛ آمریکای کهن)
- ۲- هنر در خدمت جاودانگی (مصر، بین‌النهرین، کرِت)
- ۳- بیداری بزرگ (یونان، قرون هفتم تا پنجم پیش از میلاد)
- ۴- قلمرو زیبایی (یونان و جهان یونانی، قرن چهارم پیش از میلاد تا قرن اول پس از میلاد)
- ۵- تسخیرکنندگان جهان (رومی‌ها، بوایی‌ها، یهودیان و مسیحیان، قرون اول تا چهارم میلادی)
- ۶- انشعاب بزرگ (روم و بیزانس، قرن پنجم تا سیزدهم)
- ۷- نگاهی به شرق (جهان اسلام و چین، قرن دوم تا سیزدهم)
- ۸- هنر غرب در بوته آزمایش (اروپا، قرون شش تا یازدهم)
- ۹- کلیسای مبارز (قرن دوازدهم)
- ۱۰- کلیسای پیروز (قرن سیزدهم)
- ۱۱-درباریان و شهرنشینان (قرن چهاردهم)
- ۱۲-تسخیر واقعیت (نیمه اول قرن پانزدهم)
- ۱۳-سنت و نوآوری (نیمه دوم قرن پانزدهم در ایتالیا)
- ۱۴-سنت و نوآوری (قرن پانزدهم در شمال اروپا)
- ۱۵-اوج هماهنگی (توسکانی و رم، اوایل قرن شانزدهم)
- ۱۶-نور و رنگ (ونیز و شمال ایتالیا، اوایل قرن شانزدهم)
- ۱۷-گسترش رنسانس در شمال آلپ (آلمان و هلند، اوایل قرن شانزدهم)
- ۱۸-بحران هنر (اروپا، دوره متاخر قرن شانزدهم)
- ۱۹-تنوع دیدگاه‌ها (اروپای کاتولیک، نیمه نخست قرن هفدهم)
- ۲۰-آینه طبیعت (هلند در قرن هفدهم)
- ۲۱-قدرت و شکوه: قسمت اول (ایتالیا، نیمه دوم قرن هفدهم و هجدهم)
- ۲۲-قدرت و شکوه: قسمت دوم (فرانسه، آلمان و اتریش، نیمه دوم قرن هفدهم و نیمه اول قرن هجدهم)
- ۲۳-عصر خِرَد (انگلستان و فرانسه در قرن هجدهم)
- ۲۴-گسست سنت (انگلستان، آمریکا و فرانسه، نیمه دوم قرن هجدهم و نیمه اول قرن نوزدهم)
- ۲۵-انقلاب پایدار (قرن نوزدهم)
- ۲۶-در جستجوی معیارهای نوین (اواخر قرن نوزدهم)
- ۲۷-هنر تجربی (نیمه نخست قرن بیستم)
- ۲۸-تاریخ بی‌انتها (پیروزی مدرنیسم)
- توضیحات مترجم
- واژه‌نامه
- کتاب‌شناسی
- نمودارها و نقشه‌ها
- نمایه